# Pinus durangensis
Espèce
Classification phylogénétique
Statut de conservation UICN

 NT  : Quasi menacé
Le pin du Durango (Pinus durangensis) est une espèce de pin originaire du Mexique. Son aire de répartition se situe principalement dans la Sierra Madre occidentale entre le Chihuahua et le sud du Sonora et jusqu'au Durango, le Jalisco et le Michoacán. C'est une espèce de haute altitude (de 1 500 à 2 500 m d'altitude).

## Description

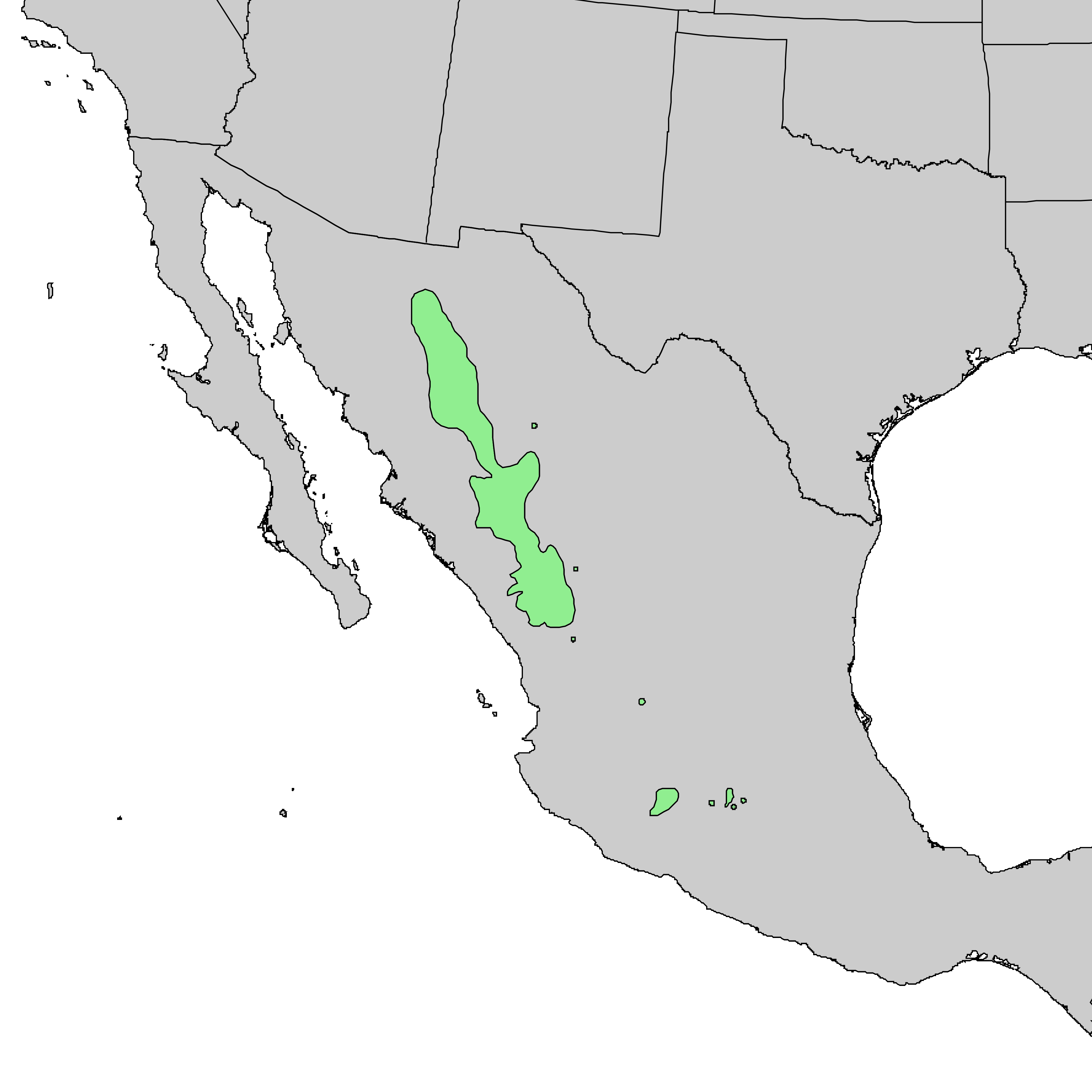
Aire de distribution naturelle

Le pin du Durango est apparenté au pin ponderosa et inclus dans la même section que lui (Ponderosae). C'est un arbre sempervirent atteignant 25 à 40 m en hauteur, avec un tronc supérieur à un mètre de diamètre, et une large cime arrondie. L'écorce est mince, gris-brun foncé, et écailleuse ou fissurée. Les feuilles sont des aiguilles, vert sombre, cinq à sept par faisceau (généralement six, ce nombre élevé est unique dans le genre), 14 à 24 cm en longueur, et 0,7 à 1,1 mm en largeur, la gaine foliaire persistante mesure 1,5 à 3 cm en longueur. Les cônes sont ovoïdes, 5 à 9 cm de long, vert murissant brun, s'ouvrant lorsqu'ils sont matures au printemps, mesurent 5 à 6 cm en largeur. Les graines qui mesurent 5 à 6 mm en longueur et ont une aile mesurant de 1,5 à 2,5 cm. La pollinisation se déroule à la fin du printemps, avec une durée de maturation des cônes de 20 à 22 mois plus tard.